# Guy Maddin

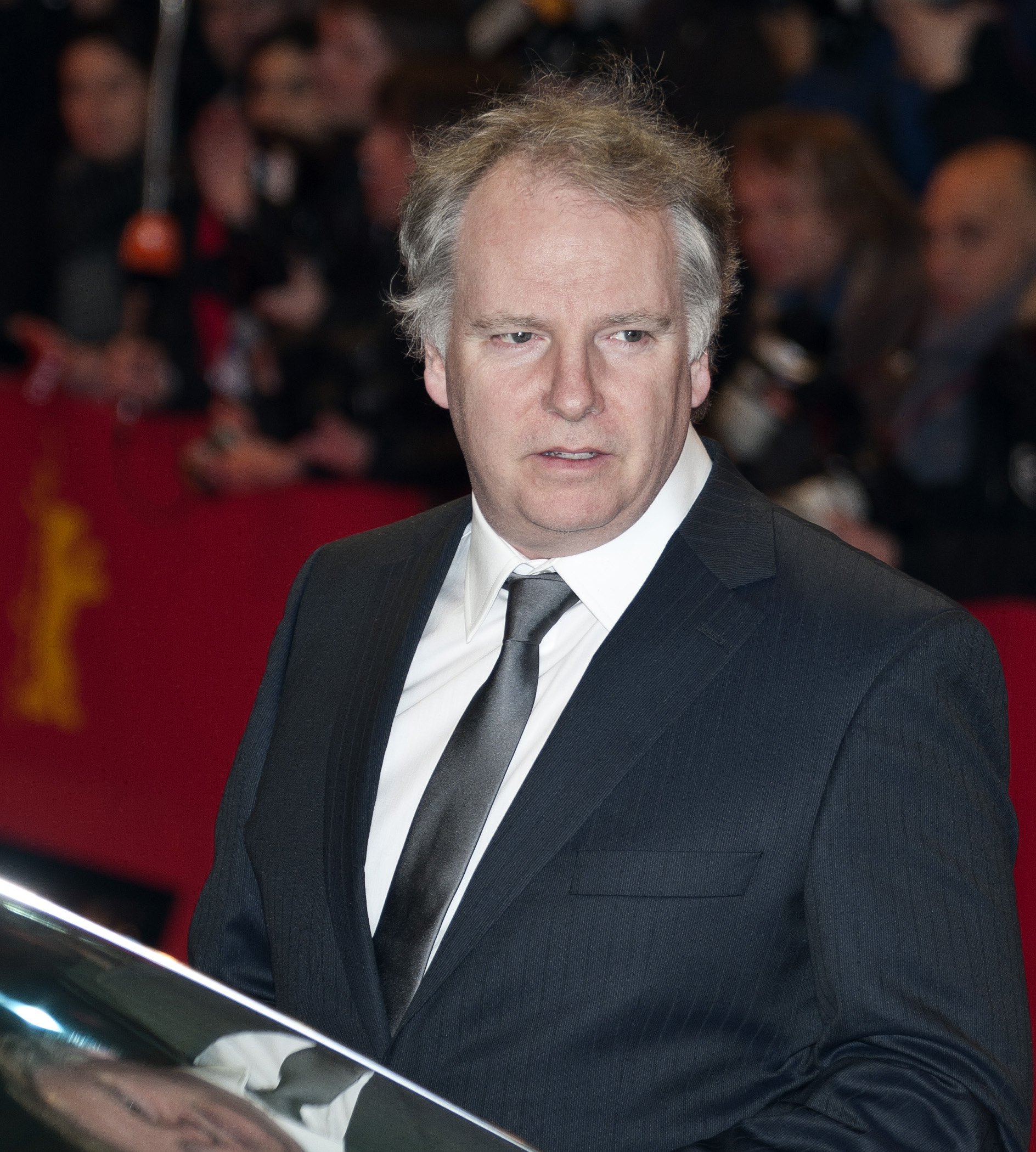
Maddin in 2011

Guy Maddin (Winnipeg, 28 februari 1956) is een Canadees avant-garde regisseur. Hij staat erom bekend zijn films kunstmatig te beschadigen, om het gevoel te geven dat deze films in de jaren 20 en 30 van de 20e eeuw zijn gemaakt.

## Filmografie

### Langspeelfilms
- 2024 - Rumours
- 2017 - The Green Fog
- 2015 - The Forbidden Room
- 2007 - My Winnipeg
- 2003 - The Saddest Music in the World
- 2003 - Cowards Bend the Knee
- 2001 - Dracula, Pages from a Virgin's Diary
- 1997 - Twilight of the Ice Nymphs
- 1992 - Careful
- 1990 - Archangel
- 1988 - Tales from the Gimli Hospital

### Korte films
- 2006 - My Dad Is 100 Years Old
- 2002 - Fancy, fancy being rich
- 2000 - Fleshpots of Antiquity
- 2000 - The Heart of the World
- 1999 - Hospital Fragment
- 1998 - The Cock Crew
- 1998 - The Hoyden
- 1998 - Maldoror: Tygers
- 1996 - Imperial Orgies
- 1995 - The Hands of Ida
- 1995 - Odilon Redon, or the Eye like a Strange Balloon mounts toward Infinity
- 1995 - Sissy Boy Slap Party
- 1994 - Sea Beggars
- 1993 - The Pomps of Satan
- 1991 - Indigo High-Hatters
- 1990 - Tyro
- 1989 - BBB
- 1989 - Mauve Decade
- 1986 - The Dead Father

- Biblioteca Nacional de España: XX4763205
- Bibliothèque nationale de France: cb14117683z (data)
- Gemeinsame Normdatei: 139114416
- International Standard Name Identifier: 0000 0001 1664 8619
- Library of Congress Control Number: no97059595
- MusicBrainz: f80bf57c-c816-4d5d-be80-47da4d0fcd27
- Nationale Bibliotheek van Tsjechië: mub2011656295
- Nederlandse Thesaurus van Auteursnamen: 266754090
- SNAC: w6xr0jw2
- Système universitaire de documentation: 091295874
- Virtual International Authority File: 68539079
- WorldCat: E39PBJxxcvMjYKcg8JBJx9YQMP